# 李明伟
李明伟（1968年10月—），吉林梨树人，汉族，中国共产党党员。中华人民共和国政治人物、第十三届全国人民代表大会吉林地区代表。

## 生平
2018年2月24日，当选为第十三届全国人大代表。
2021年3月，任中共白城市委书记。2022年6月22日，当选为中共吉林省委常委，同时兼任省委政法委书记。